# Utchoglan
Utchoglan est un village de la région d'Agdam en Azerbaïdjan.

## Géographie
Le village d'Utchoglan de la région d'Agdam est situé dans la circonscription territoriale administrative Utchoglan.